# 澳大利亚副总理
澳洲副總理（英語：Deputy Prime Minister of Australia）为澳洲政府内阁职位，副总理的设置始自1968年，副总理由澳洲总督根据澳洲总理的建议任命。目前由工黨的理查德·马尔斯擔任，前任澳洲副总理为巴納比·喬伊斯，2016年2月就职，但因為他雙重國籍職爭議在2017年10月27日去職。副總理是虚职，其职责是作为后备总理在总理出访或休假时出任代总理，但是因为代表出任者是执政党或執政聯盟的实际或形式上的副领袖，因此其政治排名意义远大于实际职责。

## 历史
如同总理职位一样，副总理职位不是《澳大利亚宪法》和其他法律中规定的官职位，而由政治惯例形成。1968年之前没有正式职位，但有时政府内排名第二、总理之后的部长有“副总理”之非正式別稱。1968年1月由执政的联盟党正式为长期担任联盟成员党鄉村黨党首、刚刚卸任过渡性总理职位的约翰·麦克尤恩作为荣誉职位设立“副总理”职位。此后各届政府皆沿用。一般工党执政时，副总理由党的联邦副领袖担任。联盟党执政时则有联盟中的第二大党国家党（原乡村党）党首担任。
2007年至2010年任副总理的朱莉娅·吉拉德是迄今唯一一位女性副总理，也是唯一一位国外出生的副总理。虽然副总理是执政党派的第二号人物和当然的接班人人选，至今只有两位副总理后来接掌总理职位：保罗·基廷和朱莉娅·吉拉德，且两位都是籍由党内议会党团倒戈推翻前任的方式上台的。（1968年之前的第二号人物继任总理的有艾爾弗雷德·迪金、約瑟夫·庫克、厄爾·佩吉、弗蘭克·福德、亚瑟·法登和约翰·麦克尤恩，其中佩吉、福德和麦克尤恩仅为总理去职后的代管总理。）
麦克尤恩是唯一一位任职副总理的前总理。（1968年之前出任第二号领导人的前总理有庫克、比利·休斯和法登。）

## 职权
虽然担任副总理者是执政党的第二号人物，但该职位没有平常职责、不接掌任何部门，只在总理出国访问或休假时，副总理作为代总理代行总理职权。至今的历任副总理都是内阁成员，并兼辖其他部长职务（例如担任财政部长）。
按照1968年之前确立的惯例推测，如果总理突然死亡、失去工作能力或辞职，在执政党党团选出新的领袖之前总督应该任命副总理为总理，代管政府直到执政党党团选出新的领袖。1968年之后还未发生这样的情况，但1968年之前佩吉、福德和麦克尤恩均在这种情况下出任总理，惟三人在升任總理前皆祇是有實無名的副總理。

## 历任澳洲副总理
| #    | 姓名              | 肖像          | 上任           | 离任           | 党派   | 总理              |
| ---- | ----------------- | ------------- | -------------- | -------------- | ------ | ----------------- |
| 1    | 约翰·麦克尤恩     |               | 1968年1月10日  | 1971年2月5日   | 乡村党 | 约翰·戈顿         |
| 2    | Doug Anthony      |               | 1971年2月5日   | 1972年12月5日  | 國家黨 | 约翰·戈顿         |
| 2    | Doug Anthony      | 威廉·麦克马洪 | 1971年2月5日   | 1972年12月5日  | 國家黨 |                   |
| 3    | Lance Barnard     |               | 1972年12月5日  | 1974年6月12日  | 工黨   | 高夫·惠特拉姆     |
| 4    | Jim Cairns        |               | 1974年6月12日  | 1975年7月2日   | 工黨   | 高夫·惠特拉姆     |
| 5    | Frank Crean       |               | 1975年7月2日   | 1975年11月12日 | 工黨   | 高夫·惠特拉姆     |
| (2)  | Doug Anthony      |               | 1975年11月12日 | 1983年3月11日  | 國家黨 | 馬爾科姆·弗雷澤   |
| 6    | Lionel Bowen      |               | 1983年3月11日  | 1990年4月4日   | 工黨   | 鲍勃·霍克         |
| 7    | 保罗·基廷         |               | 1990年4月4日   | 1991年6月3日   | 工黨   | 鲍勃·霍克         |
| 8    | Brian Howe        |               | 1991年6月3日   | 1995年6月20日  | 工黨   | 鲍勃·霍克         |
| 8    | Brian Howe        | 保罗·基廷     | 1991年6月3日   | 1995年6月20日  | 工黨   |                   |
| 9    | 金·比兹利         |               | 1995年6月20日  | 1996年3月11日  | 工黨   |                   |
| 10   | Tim Fischer       |               | 1996年3月11日  | 1999年7月20日  | 國家黨 | 约翰·霍华德       |
| 11   | 约翰·安德森       |               | 1999年7月20日  | 2005年7月6日   | 國家黨 | 约翰·霍华德       |
| 12   | 马克·维尔         |               | 2005年7月6日   | 2007年12月3日  | 國家黨 | 约翰·霍华德       |
| 13   | 朱莉娅·吉拉德     |               | 2007年12月3日  | 2010年6月24日  | 工黨   | 陆克文            |
| 14   | 韦恩·斯旺         |               | 2010年6月24日  | 2013年6月27日  | 工黨   | 茱莉雅·吉拉德     |
| 15   | 安东尼·阿尔巴尼西 |               | 2013年6月27日  | 2013年9月18日  | 工黨   | 陆克文            |
| 16   | 沃倫·特拉斯       |               | 2013年9月18日  | 2016年2月18日  | 國家黨 | 东尼·艾伯特       |
| 16   | 沃倫·特拉斯       | 麦肯·腾博     | 2013年9月18日  | 2016年2月18日  | 國家黨 |                   |
| 17   | 巴納比·喬伊斯     |               | 2016年2月18日  | 2017年10月27日 | 國家黨 |                   |
| 17   | 巴納比·喬伊斯     | 2017年12月6日 | 2018年2月26日  |                | 國家黨 |                   |
| 18   | 麦克·麦科米克     |               | 2018年2月26日  | 2021年6月22日  | 國家黨 |                   |
| 18   | 麦克·麦科米克     | 斯科特·莫里遜 | 2018年2月26日  | 2021年6月22日  | 國家黨 |                   |
| (17) | 巴納比·喬伊斯     |               | 2021年6月22日  | 2022年5月23日  | 國家黨 |                   |
| 19   | 理查德·馬爾斯     |               | 2022年5月23日  | 现任           | 工黨   | 安东尼·阿尔巴尼西 |

## 外部連結
- The official site of the Deputy Prime Minister of Australia